# Alexandre Pasche
Alexandre Pasche (sinh ngày 31 tháng 5 năm 1991) là một cầu thủ bóng đá người Thụy Sĩ, thi đấu ở vị trí tiền vệ cho FC Lausanne-Sport tại Giải bóng đá vô địch quốc gia Thụy Sĩ.

## Sự nghiệp
Anh thi đấu cho Lausanne-Sport, câu lạc bộ địa phương của anh, từ 2002 đến 2009, sau đó chuyển đến Young Boys. Anh không thể tạo ấn tượng tại Young Boys, và được gửi về lại Lausanne-Sport theo dạng cho mượn cho các mùa giải 2010–11 và 2011–12. Vào ngày 20 tháng 6 năm 2012, có thông báo rằng Pasche đã ký hợp đồng 3 năm với Servette mặc dù anh vẫn theo lý thuyết cho mượn từ Young Boys.
Anh đại diện Thụy Sĩ tại Giải vô địch bóng đá U-17 châu Âu 2008 và Giải vô địch bóng đá U-19 châu Âu 2009.